# Autoresponder
Een autoresponder is een programma of script dat op een mailserver zorgt voor het automatisch beantwoorden van binnenkomende e-mail met een van tevoren opgestelde tekst. De tekst kan bijvoorbeeld zijn "Ik ben op vakantie en kan uw mail nu niet beantwoorden". 
Bij het instellen van een autoresponder moet erop gelet worden dat mail van discussielijsten (bulk-mail) of mail met error-meldingen niet beantwoord wordt. 
Het kan gebeuren dat een autoresponder een bericht stuurt naar een adres waar een andere autoresponder ook automatisch de mail beantwoordt. De automatische mailtjes gaan dan rondzingen en dat kan leiden tot vastlopen van systemen en veel ergernis. 
Een ander probleem kan zijn dat spammers weten dat dit e-mailadres bestaat en dat het mailadres wordt toegevoegd aan de lijst van ontvangers van spam.